# William Ellsworth Brooke
William Ellsworth Brooke (auch William E. Brooke, W. E. Brooke; * 7. Oktober 1870 in Minier, Illinois; † 22. Dezember 1963 in Kankakee, Illinois) war ein US-amerikanischer Mathematiker.

## Leben

### Familie und Ausbildung
William Ellsworth Brooke, der Sohn des John B. Brooke und der Rebecca A. Reynolds Brooke, studierte nach dem High-School-Abschluss Mathematik sowie Bauingenieurwesen an der University of Nebraska-Lincoln, 1892 erwarb er den akademischen Grad eines Bachelor of Civil Engineering, 1896 den eines Master of Arts.
William Ellsworth Brooke heiratete am 22. August 1898 die aus West Point, Nebraska, gebürtige Helen Frances Langer. Er starb im Dezember 1963 im Alter von 93 Jahren in einem Krankenhaus in Kankakee.

### Beruflicher Werdegang
Brooke war seit 1894 als Fellow sowie Assistant in Mathematics an der University of Nebraska-Lincoln angestellt, 1897 folgte er dem Ruf als Professor of Mathematics an die Omaha High School nach Omaha, Nebraska. Im Jahre 1901 wechselte William Ellsworth Brooke in die Funktion als Instructor in Mathematics an die University of Minnesota in Minneapolis, 1905 wurde er zum Assistant Professor, 1907 zum  Full Professor of Mathematics and Mechanics befördert. Brooke, der das Department of Mathematics and Mechanics und das Department of Drawing and Desriptive Geometry leitete, wurde 1939 emeritiert.
Der durch grundlegende Forschungsergebnisse zur Trigonometrie und als Verfasser von Mathematik-Lehrbüchern hervorgetretene William Ellsworth Brooke wurde zum Fellow der American Association for the Advancement of Science sowie zum Mitglied der American Mathematical Society, der Deutschen Mathematiker-Vereinigung, der Circolo Matematico di Palermo und der American Society for the Promotion of Engineering Education gewählt.

## Publikationen
- zusammen mit George N. Bauer: Plane and Spherical Trigonometry. 2d rev. ed., D.C. Heath & Co., Boston, New York, 1917
- zusammen mit Hugh B. Wilcox: Engineering Mechanics. Ginn and Co., Boston, Mass., 1929
- zusammen mit Hugh B. Wilcox: Intermediate Algebra. Farrar & Rinehart, New York, 1938